# Riddarholmen
Riddarholmen er en 6 hektar stor holm (ø) i Mälaren, samt en bydel i det centrale Stockholm, Sveriges hovedstad, hørende under bydelsområdet Södermalm. Holmen er arealmæssigt en af de mindste bydele i Stockholm by, og den mindste efter befolkningstal. Ifølge folkeregisteret flyttede den sidste genværende privatperson derfra i 2010.
I Erikskrøniken fra cirka 1325 nævnes øen Kidaskär/Kidhaskär, hvor forstavelsen Kidh- er det gammelsvenske ord for "killing" (dvs. "gedekid" på dansk), og af den grund formodes der at have været geder på græs på holmen. I 1270 donerede Magnus Ladulås penge til et franciskaner- eller gråbrødrekloster, og derfor forsvandt navnet Kidhaskär til fordel for Gråbrödraholm, Gråmunkeholm eller Munckholmen. Dele af klosteret er bevaret under Riddarholmskyrkan.
I 1638 omtales "Riddarholmen, tidligere kaldet Gråmunkeholmen". Der gik dog lang tid, før navnet slog helt igennem. Kong Karl 11. foretrak navnet Riddarholmen, men hans datter Ulrika Eleonora holdt i sine optegnelser fast ved Gråmunkeholm. Man har ingen entydig forklaring på, hvorfor navnet blev ændret i 1630'erne. Navnet Kidskär anvendes fortsat, da kvarteret ved den sydlige Riddarholmskaj er opkaldt efter holmens oprindelige navn.
På Riddarholmen ligger foruden Riddarholmskyrkan:
- Svea hovrätt som har til huse i de tre gamle private slotte:
  - Wrangelska palads
  - Hessensteinska palads
  - Schering Rosenhanes palads
- Högsta förvaltningsdomstolen (tidl. Regeringsrätten) som holder til i Stenbockska palads
- Birger Jarls tårn
- Gamla riksdagshuset
- Gamla riksarkivet

Forfatteren August Strindberg blev i 1849 født i det daværende Sundhetscollegiets hus på Riddarholmen.